# Ley dada a Moisés en el Sinaí

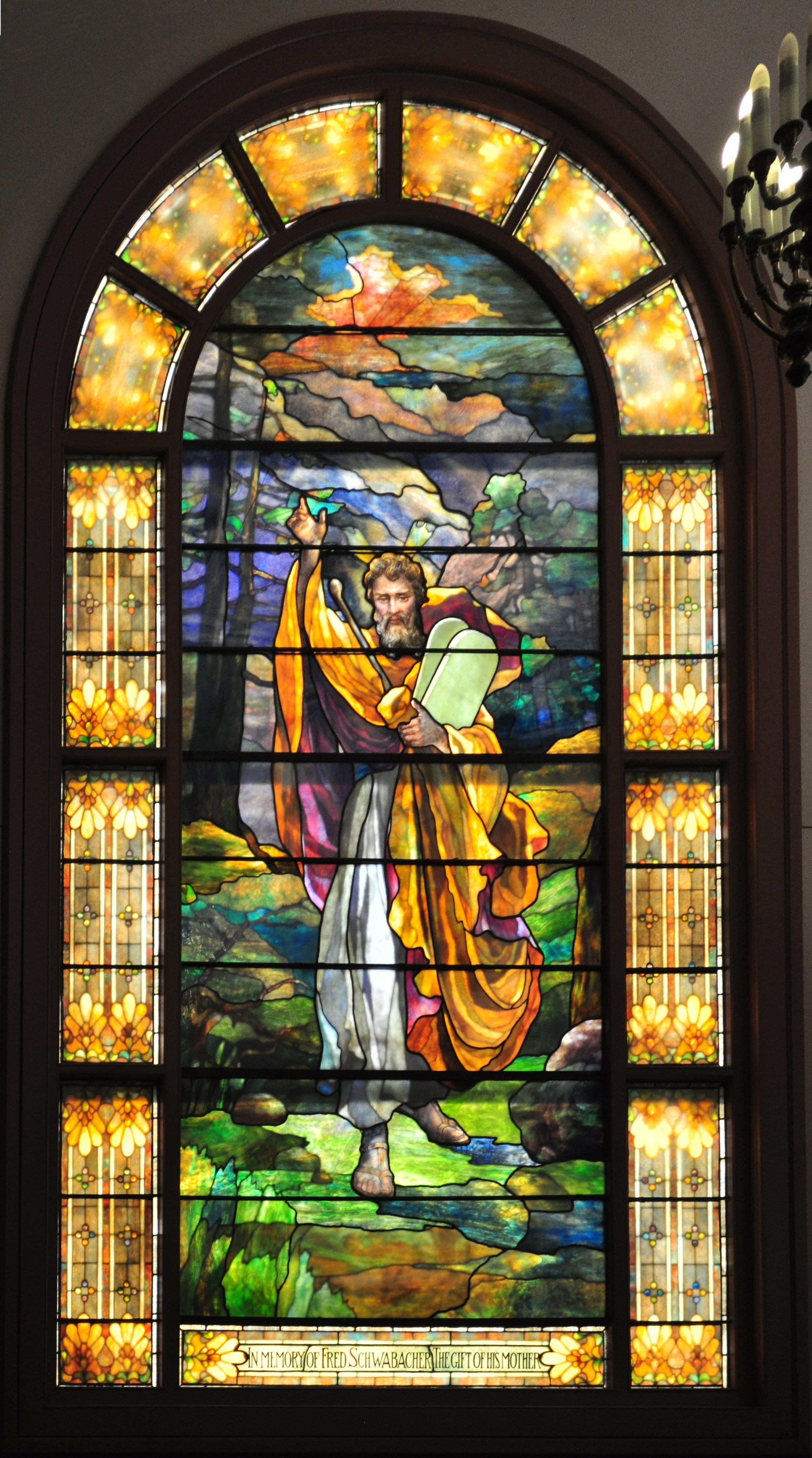
Moisés con las Tablas de la Ley en el Sinaí (vidriera del Templo De Hirsch Sinaí)

Una ley dada a Moisés en el Sinaí (en hebreo: הלכה למשה מסיני‎, romanizado: Halakhah le-Moshe mi-Sinai) se refiere a una ley halájica para la que no existe referencia bíblica o fuente, sino que fue transmitida oralmente como una enseñanza originada por Moisés en el Sinaí. Tales enseñanzas no se han derivado de ninguna hermenéutica talmúdica, sino que se conocen únicamente por la tradición judía.

## Estado
Según el judaísmo rabínico, Dios transmitió la Torá a Moisés en dos partes: la Torá escrita, que comprende los libros bíblicos del Génesis al Deuteronomio, y la Torá oral, que fue transmitida oralmente de Moisés a sus sucesores, a los sucesores de éstos y, finalmente, a los rabinos.
En el discurso rabínico, una "ley dada a Moisés en el Sinaí" se refiere a una ley que no tiene ninguna fuente en la Torá escrita, y por lo tanto debe haber sido transmitida oralmente desde la época de Moisés. Estas leyes son, sin embargo, considerado por el Talmud para tener la fuerza y la gravedad de la ley bíblica como si están escritas explícitamente en la Torá.
En unos pocos casos, sin embargo, comentarios posteriores dicen que la ley en cuestión "no es literal" (לאו דווקא) del Sinaí.  Según algunos, incluso una ley rabínica puede llamarse "del Sinaí" si es "tan clara como una ley del Sinaí".  Reuvein Margolies sugirió que cualquier ley creada por el Sanedrín podría denominarse "del Sinaí", ya que la institución del Sanedrín tiene sus orígenes en el Sinaí.
En aquellas enseñanzas orales entregadas por Moisés a Israel en el Sinaí, los rabinos han dicho que sus motivos subyacentes no pueden ser divulgados adecuadamente a través del estudio, ni es permisible plantear una objeción contra ellos por medio de uno de los principios hermenéuticos aplicados en el estudio. 

## Ejemplos
Algunos ejemplos de una ley dada a Moisés en el Sinaí son los siguientes:
- Todas las mujeres están obligadas a ayunar en Yom Kippur, Halacha le-Moshe mi-Sinai.[8]
- Las mujeres están exentas del mandato bíblico de habitar en una Sucá durante los siete días de Sucot, Halajá le-Moshe mi-Sinai.[9]
- El escrito de divorcio de una mujer puede escribirse en cualquier cosa que esté desconectada [del suelo], Halacha le-Moshe mi-Sinai.[10]
- La sangre de las bestias salvajes y aves [sacrificadas] puede cubrirse con cualquier cosa que sea apta para el crecimiento de la vegetación, Halajá le-Moshe mi-Sinai.[11]
- Perforan la oreja de un siervo hebreo [que desea continuar en la esclavitud bajo su amo], incluso con un pico [de madera], incluso con una espina, incluso con vidrio; Halacha le-Moshe mi-Sinai.[12]
- Las leyes de orlah se aplican a la fruta cultivada fuera de la Tierra de Israel, Halacha le-Moshe mi-Sinai.[13]
- El leproso que se purifica de su tzaraath requiere que se le afeite todo el vello corporal hasta que quede tan liso como la corteza de una calabaza, sólo en aquellos lugares en los que su vello está agrupado y es llamativo; Halacha le-Moshe mi-Sinai.[14]
- Cuando se cosen juntas las hojas de pergamino pertenecientes a un rollo de la Torá, no se deben coser las hojas juntas en los extremos superior e inferior de los márgenes, sino que se debe dejar un espacio, Halajá le-Moshe mi-Sinai.[15]
- La que ve una gota de sangre parecida a una mostaza [semilla], se sienta y vela sobre sí misma a causa de ella durante un período de siete días, [que han de ser] libres de cualquier signo adicional de su purgación natural [si ha de ser permitida de nuevo a su marido], Halacha le-Moshe mi-Sinai.[16]
- Las filacterias deben hacerse cuadrados y negros, Halajá le-Moshe mi-Sinai.[17]
- El que vende un campo, es el que firma el contrato de venta. El que se desposa con una esposa, es el que firma la factura de desposorio; Halacha le-Moshe mi-Sinai.[18]
- El nudo superior del Tzitzit es Halacha le-Moshe mi-Sinai.[19]
- La costura de un rollo de la Torá con tendones, Halajá le-Moshe mi-Sinai.[20]
- El atado de las correas hechas con la forma del Dalet en los tefilín de cabeza-Tefilín y con la forma del Yod en los tefilín de brazo, Halajá le-Moshe mi-Sinai.[21]
- La letra "shin" grabada en la cabeza-Tefillin, Halacha le-Moshe mi-Sinai.[22]
- El puente [plegable] de las filacterias (Aramaico: thitura) y el lugar por donde pasa la correa en las filacterias (Aramaico: maʻabarta), Halacha le-Moshe mi-Sinai.[23]
- Las unidades de medida prescritas (por ejemplo, 40 seahs, tamaño de una oliva, un grano de cebada, una lenteja, et al.) practicadas por los sabios, y los objetos interpuestos que descalificarían una inmersión en una mikve (e. ej. arcilla adherida al cuerpo o al recipiente, masa, resina de goma, etc.), Halacha le-Moshe mi-Sinai.[24]
- Circuncisión tiene prioridad sobre el Shabat, Halacha le-Moshe mi-Sinai.[25]
- El período de once días entre cada ciclo menstrual [mensual] es Halacha le-Moshe mi-Sinai.[26]

A veces, el dictum denota una tradición establecida, sin edad, no derivada o derivable de la Ley Escrita, sino simplemente practicada u observada por Israel desde tiempos inmemoriales, como los siguientes ejemplos:
- Najum el escriba dijo: He recibido una tradición de Rabí Measha, que la recibió de su padre, que la recibió de los zugot, que la recibieron de los profetas, una ley dada a Moisés en el Sinaí, según la cual si uno siembra su campo con dos tipos de trigo y los hace una sola era, da un peah; pero si hace dos eras, debe conceder dos peahs'. [27]
- R. Yehoshua dijo: He recibido como tradición de Rabban Yohanan ben Zakkai, que lo oyó de sus maestros, y su maestro de su maestro, como ley dada a Moisés en el Sinaí, que Elías no vendrá (es decir. el precursor del Mesías) para declarar impuro o limpio, para alejar o acercar, sino para alejar a aquellas [familias] que fueron acercadas por la violencia, y para acercar a aquellas [familias] que fueron alejadas por la violencia. (es decir, no cambiará la Ley, sino que sólo pondrá fin a la injusticia)[28]
- R. Eliezer dijo: He recibido una tradición de Rabban Yohanan ben Zakkai, que lo oyó de su maestro, y su maestro de su maestro, como una ley dada a Moisés en el Sinaí, que Amón y Moab debían dar el Diezmo del pobre en el Séptimo año.[29]

Maimónides, en la introducción a su comentario sobre la Mishná, proporciona una lista de las leyes dadas a Moisés en el Sinaí. Abarcan una amplia variedad de temas, incluyendo la fabricación de Tefilín, las prohibiciones del Shabat, la shemitá, los diezmos, las prohibiciones sexuales y la estructura de una Sucá.